# Impulsaustausch (Meteorologie)
Vom Impulsaustausch spricht man in der Meteorologie in verschiedenen Zusammenhängen.

## Vertikaler Impulsaustausch
Der vertikale Impulsaustausch ist ein Fachbegriff der Meteorologie. Werden Gebirge oder Waldränder etc. von sich vertikal fortpflanzenden Wellen überströmt, dann neigen sich die entsprechenden Phasenlinien in die entgegengesetzte Richtung. Dadurch wird ein senkrechter Impuls nach unten ausgelöst. In labilen Luftschichten kann dies zu dynamischer Böigkeit mit teilweise gefährlichen Windgeschwindigkeiten führen, wenn der vertikale Impulsaustausch mit höheren Luftschichten, in denen höhere mittlere Windgeschwindigkeiten vorherrschen, auftritt und diesen Effekt verstärkt. Die tatsächlich beobachtete Böigkeit resultiert normalerweise aus einer Kombination mehrerer Effekte.